# Гірняк Володимир Олегович
Володимир Олегович Гірняк (нар. 2 жовтня 1977 у м. Львові) — український політик, голова Координаційної ради політичної партії «Громадянська позиція» (з 2019), багаторазовий депутат Львівської міської ради, депутат Львівської обласної ради (VII скликання), заступник голови Львівської обласної ради (2015—2020).

## Освіта
Середню освіту Володимир Гірняк отримав з 1984 по 1994 рік у Львівській середній школі N 63. Свою першу вищу освіту отримав з 1994 по 1999 рр. на юридичному факультеті Львівського Національного університету імені Івана Франка за спеціальністю «Правознавство». У 2002—2006 рр. закінчив економічний факультет Львівського національного університету імені Івана Франка. У 2018—2020 рр. навчався в Національній академії державного управління при Президентові України.

## Професійна кар'єра
Працювати Володимир Гірняк почав ще під час навчання у ЛНУ ім. Івана Франка — у 1997—1999 рр. в інвестиційній компанії «Галицькі інвестиції». У 1999—2001 рр був заступником виконавчого директора «Фонду розвитку Львівщин». У 2001—2002 рр — виконавчий директор ЗАТ «Промбудприлад», 2004—2005 рр — директор ТзОВ «Житлово-будівельна компанія», З 1 січня до 1 лютого 2005 р. — директор ТзОВ «Кіномакс». З 1 лютого 2005 року генеральний директор ТзОВ "Юридично-інвестиційна компанія «Правосвіт»

## Громадсько-політична кар'єра
З 1996 до 1999 був членом об'єднання студентів-правників юридичного факультету ЛНУ ім. Івана Франка.
Уже у 1998 році розпочав політичну кар'єру ставши головою Молодого львівського РУХу — молодіжної організації НРУ. Того ж року вперше став депутатом Львівської міської ради. Оскільки на момент обрання Володимиру Гірняку було 20 років, він став одним з наймолодших депутатів ЛМР у її сучасній історії. Також 1998 року вивчав парламентський досвід Канади, оскільки за програмою «Ukrainian Canadian Parliamentary Programme» став стажист у парламенті Канади та помічником міністра праці Канади. Протягом 2006—2015 року двічі обирався депутатом ЛМР.
Двічі балотувався на посаду міського голови Львова, перший раз у 2010 році отримав четвертий результат, та у 2015 році від партії «Громадянська позиція» і з результатом 11 % зайняв третє місце.

Також очолив список «Громадянської позиції» до Львівської обласної ради — список набрав 8 %, Володимир Гірняк став депутатом ЛОР, 19 листопада 2015 року став заступником голови Львівської обласної ради.
У 2019 році на парламентських виборах балотується до ВРУ по мажоритарному виборчому округу N120 та отримав 18 % — найкращий результат від «Громадянської позиції» по Україні, однак цього виявилось недостатньо для перемоги.
У вересні 2019 року обраний головою Координаційної ради партії «Громадянська позиція», змінивши на цій посаді Анатолія Гриценка.
У червні 2020 року заявив про свій намір знову балотуватись на посаду міського голови Львова, однак 20 вересня «Громадянська позиція» вирішила не висувати його на цю посаду, натомість Володимир Гірняк очолив список партії до Львівської обласної та міської рад.

## Політична позиція
13 квітня 2021 року Володимир Гірняк заявив про те, що міський голова Львова Андрій Садовий патологічно плутає ролі мера-господарника та політика-популіста.

## Особисте життя
Разом з дружиною Галиною Гірняк 1985 р.н., виховують двох доньок: Марту 2003 р.н., Олю 2008 р.н. та двох синів: Ігора 2009 р.н. та Юрія 2017 р.н.